# Distrito electoral de Broadwater (condado de Morrill, Nebraska)
Broadwater (en inglés: Broadwater Precinct) es un distrito electoral ubicado en el condado de Morrill en el estado estadounidense de Nebraska. En el Censo de 2010 tenía una población de 351 habitantes y una densidad poblacional de 0,44 personas por km².

## Geografía
Broadwater se encuentra ubicado en las coordenadas 41°35′1″N 102°43′30″O / 41.58361, -102.72500. Según la Oficina del Censo de los Estados Unidos, Broadwater tiene una superficie total de 800.45 km², de la cual 796.99 km² corresponden a tierra firme y (0.43%) 3.45 km² es agua.

## Demografía
Según el censo de 2010, había 351 personas residiendo en Broadwater. La densidad de población era de 0,44 hab./km². De los 351 habitantes, Broadwater estaba compuesto por el 92.31% blancos, el 1.14% eran amerindios, el 5.7% eran de otras razas y el 0.85% pertenecían a dos o más razas. Del total de la población el 13.11% eran hispanos o latinos de cualquier raza.